# Stabio

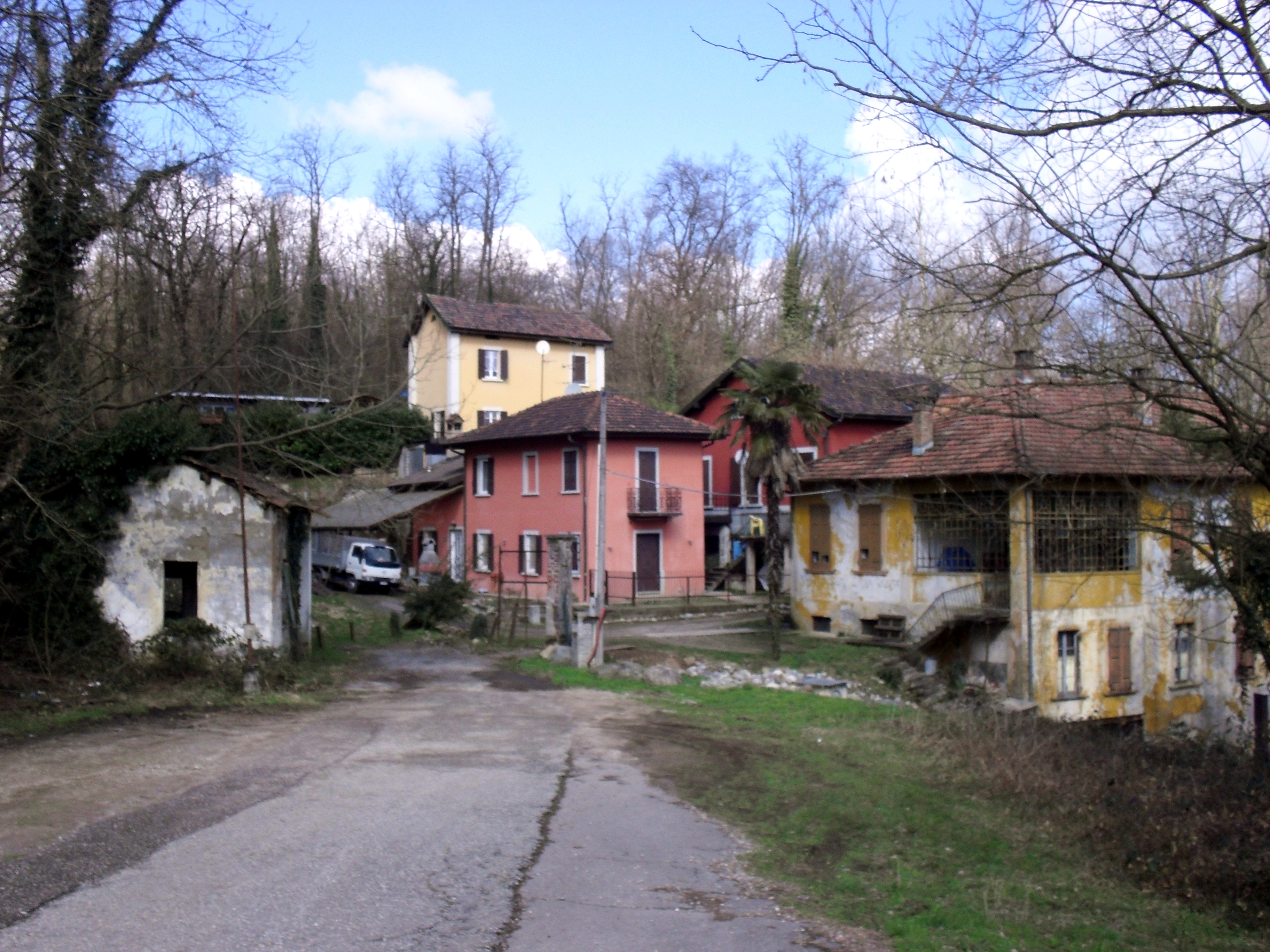
Bei Rodero

Stabio ist eine politische Gemeinde im Kreis Stabio, im Bezirk Mendrisio des Kantons Tessin in der Schweiz.

## Geographie
Das Dorf ist zehn Kilometer von Chiasso entfernt und liegt an der Grenze zu Italien. Die Gemeinde umfasst die Fraktionen Gaggiolo, Santa Margherita und San Pietro.
Die Nachbargemeinden sind im Norden Clivio (IT-VA), im Osten Mendrisio, im Süden Bizzarone (IT-CO) und Rodero (IT-CO) und im Südwesten Cantello (IT-VA).

### Klima
Für die Normalperiode 1991–2020 beträgt die Jahresmitteltemperatur 11,6 °C, wobei im Januar mit 1,6 °C die kältesten und im Juli mit 21,7 °C die wärmsten Monatsmitteltemperaturen gemessen werden. Im Mittel sind hier rund 97 Frosttage und ein bis zwei Eistage zu erwarten. Sommertage gibt es im Jahresmittel rund 83, während im Durchschnitt 18,2 Hitzetage zu verzeichnen sind. Die Messstation von MeteoSchweiz liegt auf einer Höhe von 351 m ü. M.
|                        | Jan  | Feb  | Mär  | Apr  | Mai  | Jun  | Jul  | Aug  | Sep  | Okt  | Nov  | Dez  |   |      |
| Mittl. Temperatur (°C) | 1,6  | 3,1  | 7,6  | 11,3 | 15,7 | 19,7 | 21,7 | 21,1 | 16,6 | 11,9 | 6,7  | 2,2  | ⌀ | 11,6 |
| Mittl. Tagesmax. (°C)  | 7,5  | 9,5  | 14,1 | 17,4 | 21,5 | 25,7 | 28,0 | 27,4 | 22,5 | 17,1 | 11,7 | 7,7  | ⌀ | 17,5 |
| Mittl. Tagesmin. (°C)  | −3,0 | −2,6 | 1,0  | 4,8  | 9,6  | 13,6 | 15,4 | 15,3 | 11,4 | 7,4  | 2,4  | −2,2 | ⌀ | 6,1  |
|                        |      |      |      |      |      |      |      |      |      |      |      |      |   |      |
| Niederschlag (mm)      | 74   | 75   | 83   | 141  | 172  | 147  | 121  | 139  | 156  | 160  | 202  | 91   | Σ | 1561 |
|                        |      |      |      |      |      |      |      |      |      |      |      |      |   |      |
| Sonnenstunden (h/d)    | 3,9  | 4,8  | 5,9  | 5,9  | 6,5  | 7,6  | 8,6  | 7,8  | 5,8  | 4,1  | 3,4  | 3,3  | ⌀ | 5,6  |
|                        |      |      |      |      |      |      |      |      |      |      |      |      |   |      |
| Regentage (d)          | 5,5  | 5,4  | 6,4  | 10,1 | 10,9 | 9,7  | 7,4  | 8,5  | 8,1  | 8,8  | 9,6  | 6,2  | Σ | 96,6 |
|                        |      |      |      |      |      |      |      |      |      |      |      |      |   |      |
| Luftfeuchtigkeit (%)   | 78   | 72   | 66   | 69   | 72   | 72   | 71   | 75   | 79   | 83   | 82   | 80   | ⌀ | 74,9 |

| −3,0 |

| −2,6 |

| 1,0 |

| 4,8 |

| 9,6 |

| 13,6 |

| 15,4 |

| 15,3 |

| 11,4 |

| 7,4 |

| 2,4 |

| −2,2 |

| −3,0 |

| −2,6 |

| 1,0 |

| 4,8 |

| 9,6 |

| 13,6 |

| 15,4 |

| 15,3 |

| 11,4 |

| 7,4 |

| 2,4 |

| −2,2 |

Bei der Hitzewelle in Europa 2003 wurden von Anfang Juni bis Ende August insgesamt 57 Hitzetage registriert. Während der Dürre und Hitze in Europa 2022 wurde allein vom 5. Juli bis am 11. August tagtäglich eine Temperatur von über 30 Grad Celsius gemessen. Noch nie zuvor wurde in der Schweiz eine Hitzewelle mit 38 Hitzetage in Folge registriert.

## Geschichte
Das Dorf war schon in der Römerzeit bewohnt. Sein Name ist abgeleitet aus dem lateinischen Wort für Stall stabulum. Grabungen im Gebiet von San Pietro belegen eine Siedlungskontinuität von ca. 400 vor Christus bis ins 7. Jahrhundert. Auf die Bestattungen aus der Eisenzeit folgen ein Gräberfeld und herrschaftliche Siedlungsstrukturen aus der Römerzeit, Spuren des Merkurkults und zahlreiche langobardische Gräber. 1999 wurden die reichhaltigen Grabbeigaben eines langobardischen Kriegers entdeckt.
1181 trat die Familie Orelli von Locarno die Zehntrechte in der Region dem Bischof von Como ab. 1275 besassen unter anderem die Benediktinerabteien Sant’Abbondio in Como und Sant’Ambrogio in Mailand Güter und Rechte in Stabio. Kirchlich gehörte Stabio zum Vikariat Mendrisio, von dem es sich vor 1575 trennte.
Am 22. Oktober 1876 ereigneten sich in Stabio schwere Ausschreitungen zwischen Konservativen und Liberalen, die drei Todesopfer forderten (sogenannte Schiesserei von Stabio) und zu einer eidgenössischen Intervention führten.
Im September 1943 sind viele italienische Flüchtlinge über die Grenze bei Gaggiolo in der Schweiz gekommen.
Im Oktober 2019 wurde der Japankäfer in Stabio entdeckt. Mit dem Ziel, dessen Ausbreitung zu verhindern, wurde eine Ausfuhrsperre für Erde und Pflanzenteile aus der betroffenen Gegend erlassen.
Stabio bildet nach wie vor eine eigenständige Bürgergemeinde.

## Bevölkerung
Einwohnerzahlen: Volkszählungsdaten

## Verkehr

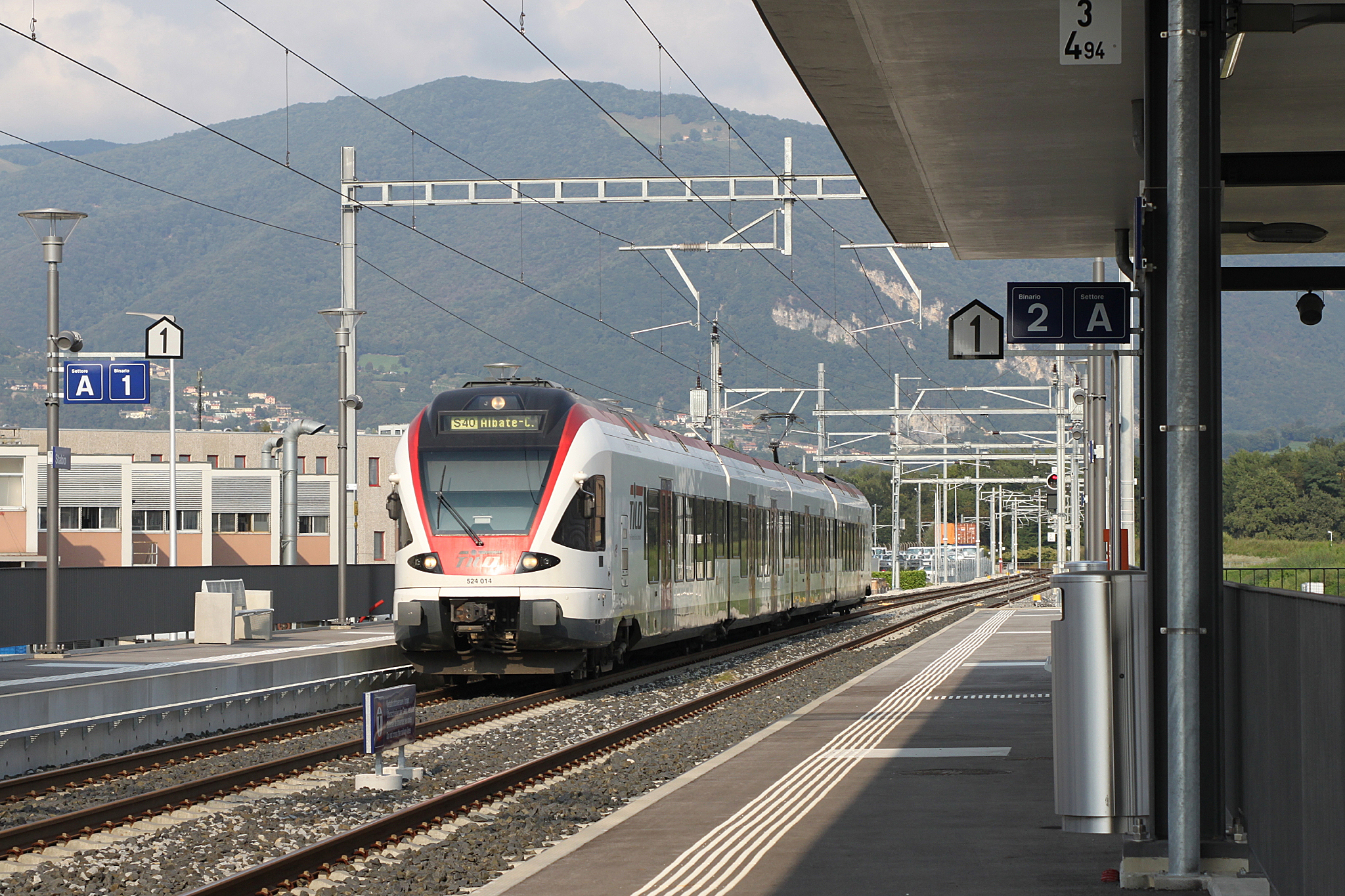
Neuer Bahnhof Stabio auf der Strecke Mendrisio-Arcisate

Stabio liegt an der Kantonsstrasse 394 von Mendrisio nach Malnate. Die A24 führt vom Ortseingang von Stabio zum Autobahndreieck Mendrisio.
Die Bahnlinie von Mendrisio über Stabio nach Malnate wurde 1928 stillgelegt. Die Gemeinde ist anschliessend durch einen Busbetrieb an das öffentliche Verkehrsnetz angeschlossen. 2014 wurde die neue S-Bahnlinie von Mendrisio nach Stabio, mit deren Bau 2009 begonnen wurde, eröffnet – im Januar 2018 bis Varese.
2020 wurde ein Umschlagterminal für den kombinierten Verkehr mit 5 Gleisen, insgesamt 920 m, eröffnet. Der Terminal an der A24 wird von Punto Franco betrieben und ist mit der Anlage des Bahnhofs Mendrisio verbunden.

## Wirtschaft

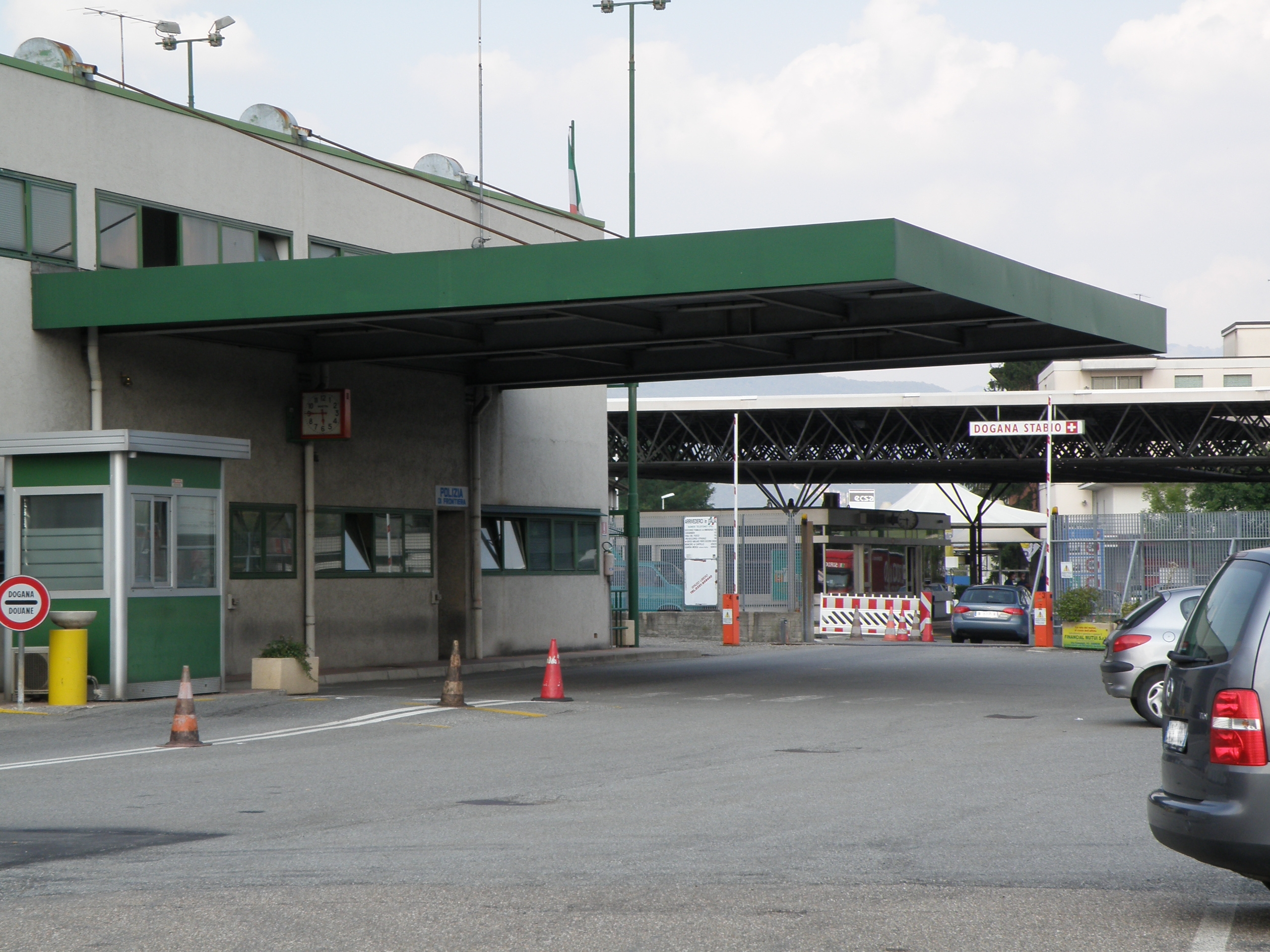
Zoll Gaggiolo

Im 19. Jahrhundert entwickelten sich die Seidenspinnerei und später die Tabakindustrie. Die erste Fabrik war die 1902 gegründete Hemdenfabrik Realini, die 1976 von der Gruppe Ermenegildo Zegna übernommen wurde (2005 ca. 900 Mitarbeiter).
Die um 1850 entdeckten Thermalquellen führten zur Einrichtung einiger Bäder; deren Wasser wurde noch zu Beginn des 21. Jahrhunderts zu therapeutischen Zwecken genutzt.
Seit den 1960er-Jahren erlebt die Gemeinde einen industriellen Aufschwung in den Branchen Lebensmittel, Maschinenbau, Textilien und Bekleidung sowie Elektro- und Hybridfahrzeuge.

## Unternehmungen
- Rapelli SA, Fleischwarenindustrie[21][22]
- Quickly Fulfillment House SA
- UNIWELD SA
- MAB Maschinen Apparate Bau SA
- Mes SA
- Noyfil SA
- TI-Press, Bildagentur[23]

## Verbände
- Filarmonica di Stabio, gegründet im Jahr 1889[24]

## Veranstaltungen
- Maribur, Rassegna di Teatro di Figura Otello Sarzi, Stabio/Ligornetto TI[25]
- Ai Bagni: Theater, Musik, Kunst[26]

## Bilder

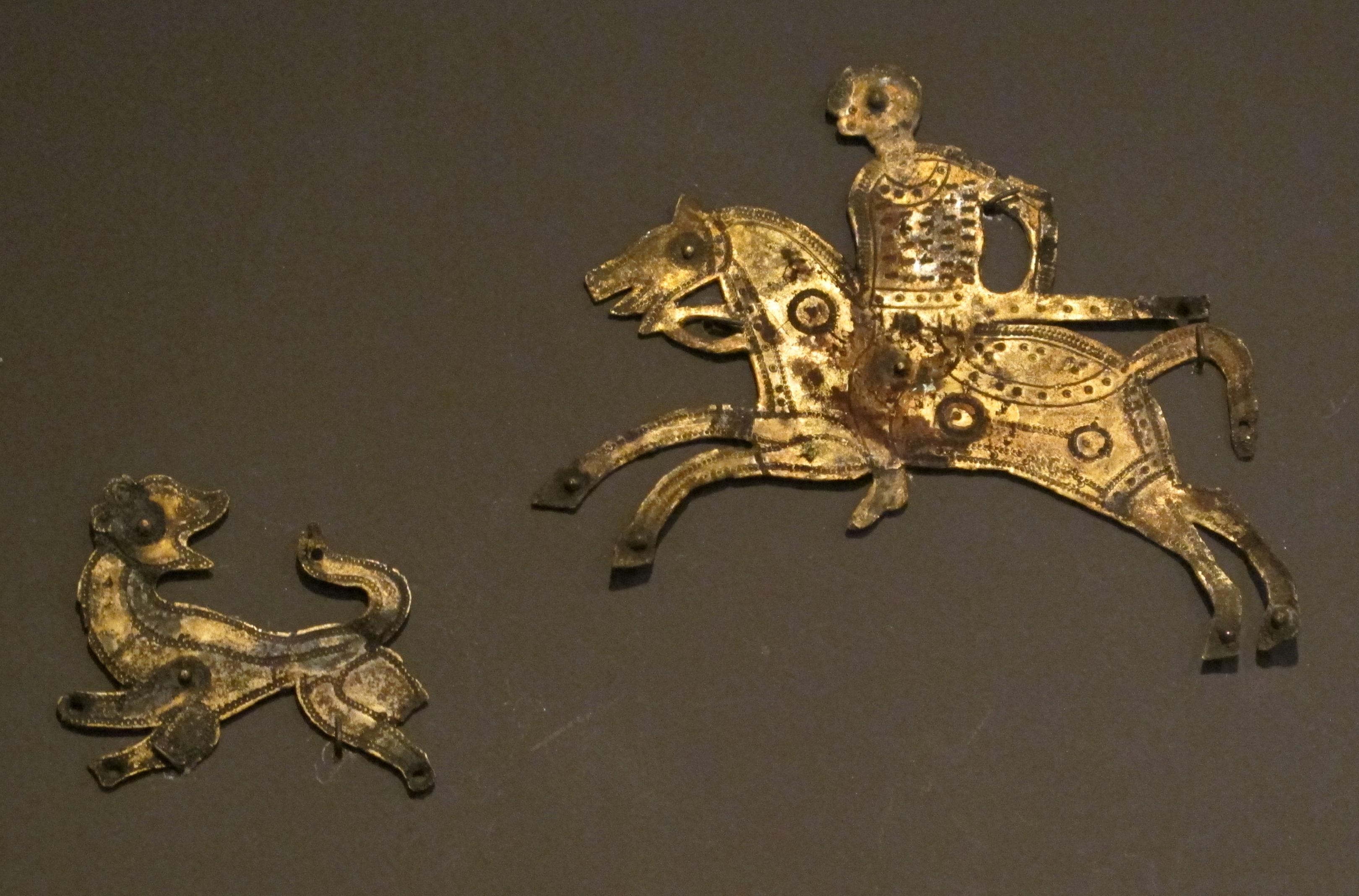
Langobardischer Schield von Stabio
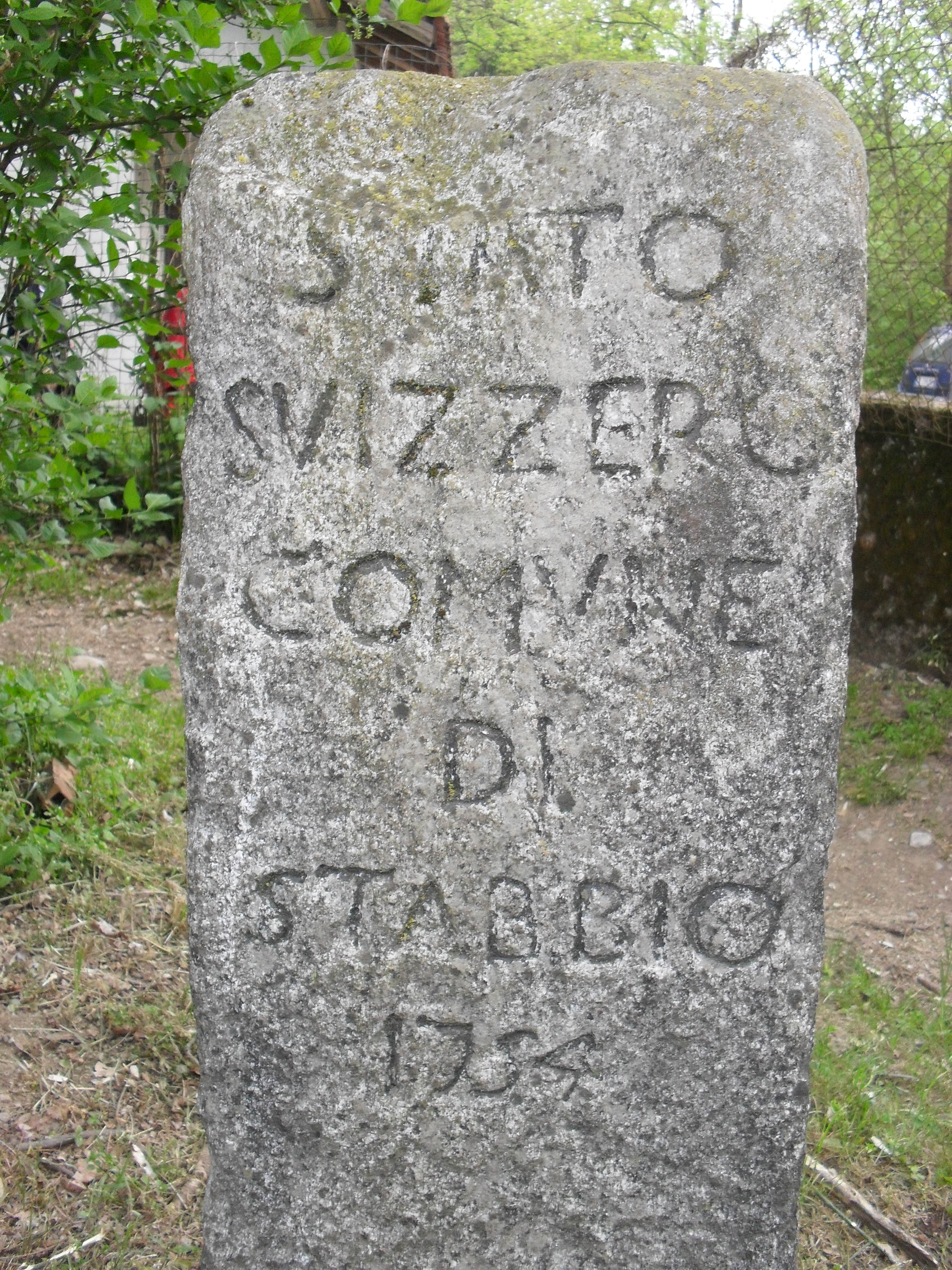
Zollstein
Stabio. Historisches Luftbild von Werner Friedli (1946)
Stabio gesehen vom Castello. Historisches Bild von Leo Wehrli (1948)
Stabio, Terme Solforose. Historisches Bild von Leo Wehrli (1948)

## Sehenswürdigkeiten

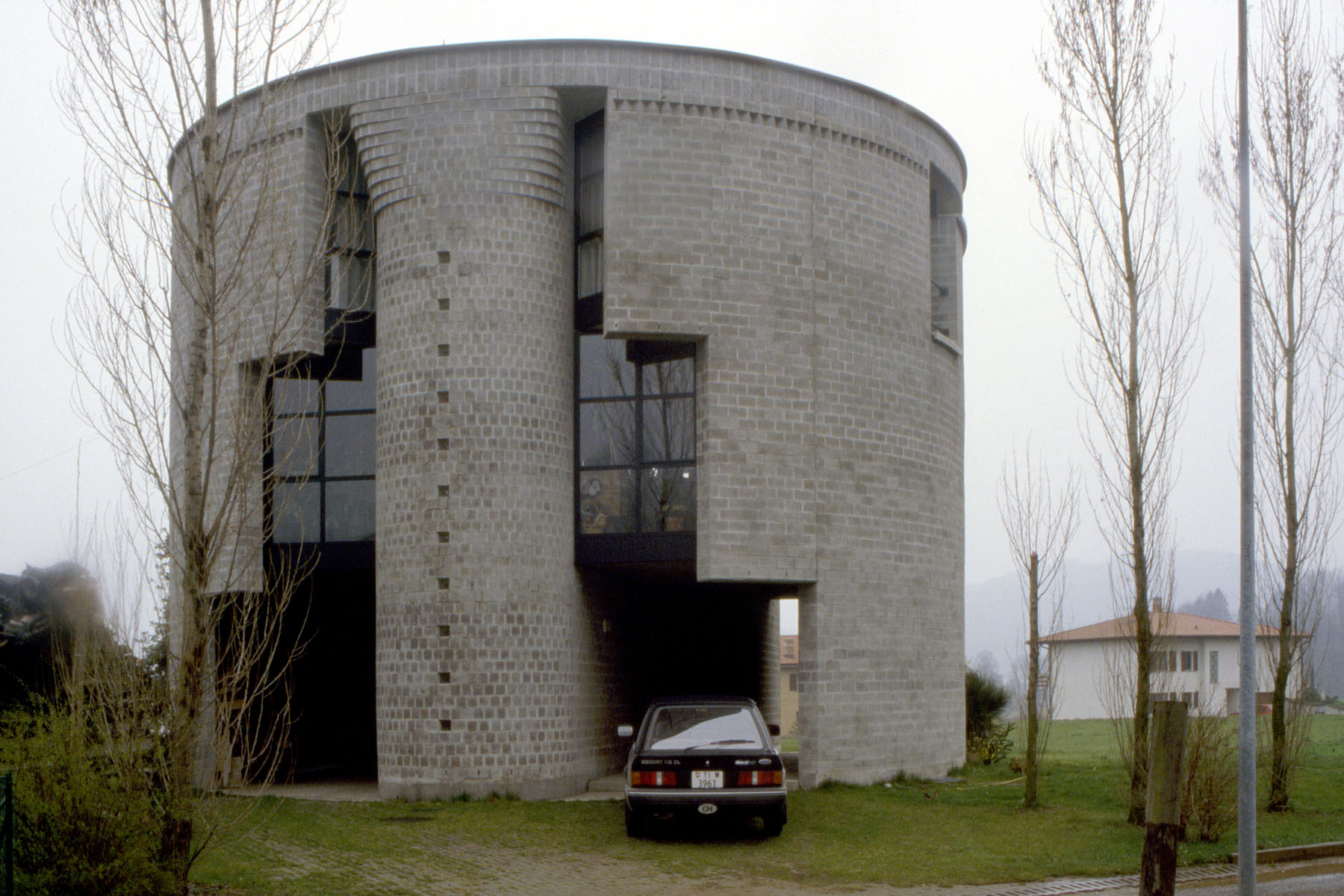
Wohnhaus Medici Casa Rotonda, Architekt Mario Botta

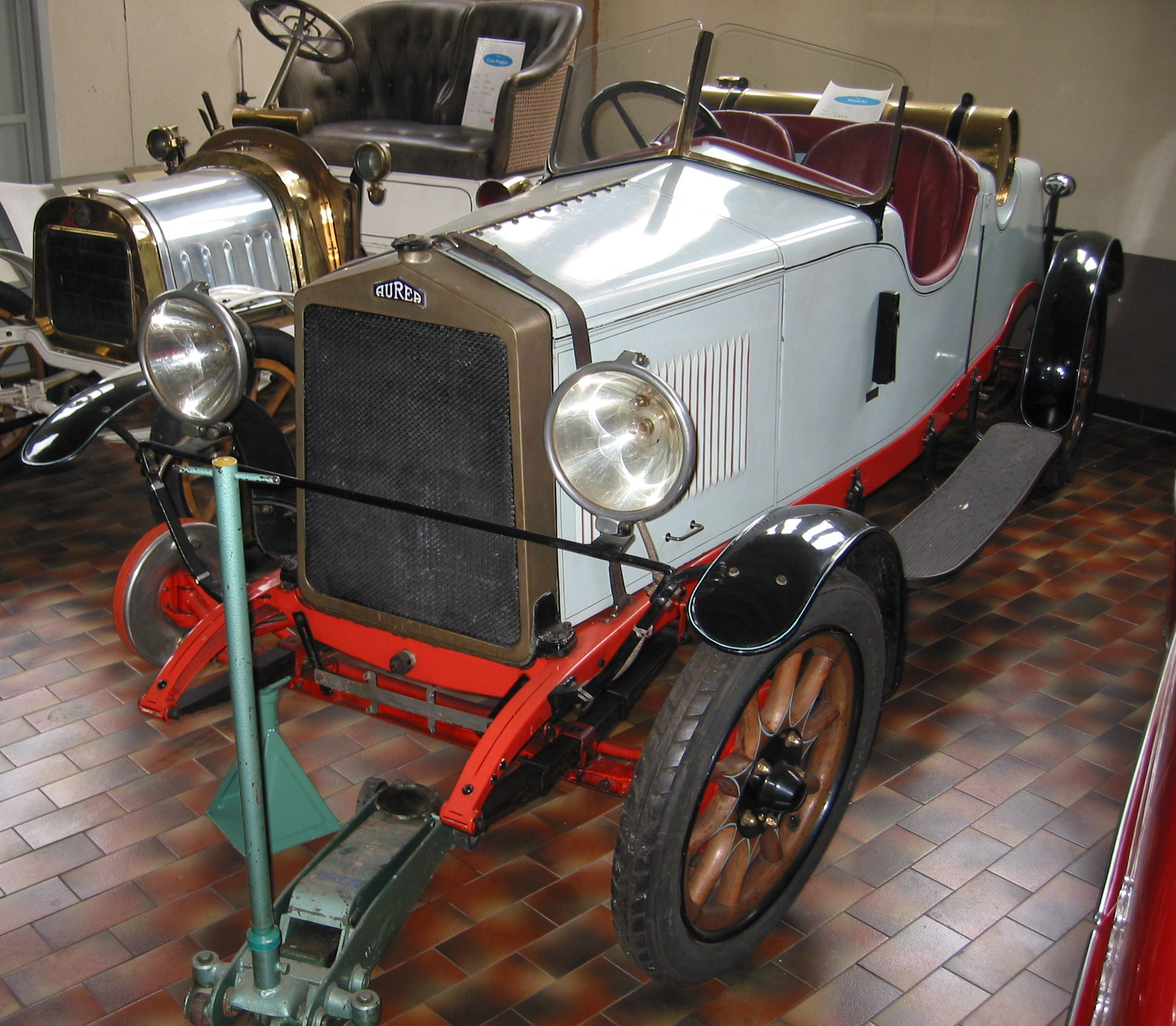
Oldtimermuseum Pietro Agustoni: Aurea 1925

Das Dorfbild ist im Inventar der schützenswerten Ortsbilder der Schweiz (ISOS) als schützenswertes Ortsbild der Schweiz von nationaler Bedeutung eingestuft.
- Pfarrkirche Santi Giacomo und Cristoforo, erwähnt 1275, mit Statuengruppe aus Holz (1663) von Paolo Lucino[28]
- Oratorium Madonna di Caravaggio, erbaut 1754/1758[28]
- Oratorium Maria Assunta oder del Castello (16. Jahrhundert)[28]
- Kirchhof des Oratoriums Maria Assunta[28]
- Kirchlein Santa Margherita, erwähnt 1437, mit Fresken[28]
- Museum der bäuerlichen Kultur Museo della civiltà contadina[28][29]
- Wohnhaus Fondazione Realini[28]
- Ehemalige Camiceria Realini (1923), Architekt: Giuseppe Bordonzotti[28][30]
- Alte Primarschule[28]
- Grundschule (1972/1974), Architekt: Tita Carloni[28]
- Kindergarten (1974/1975), Architekten: Marco Krahenbühl, Tino Bomio[28]
- Villa al Capriccio (um 1925), Architekt: Giuseppe Bordonzotti[31][32]
- Einfamilienhaus, Architekt: Mario Botta[28]
- Pfarrkirche Santi Pietro und Lucia im Ortsteil San Pietro, erwähnt 1275[28]
- Altes Wohnhaus Ghiringhelli (16. Jahrhundert)[28]
- «Casa Rotonda» (1981/1982), Architekt: Mario Botta[28]
- Oldtimermuseum Pietro Agustoni[28]
- Alte Waschanlage[28]
- Römische Nekropole[28][33]
- Römischer Merkuraltar (ara)
- Caio Virio Vero: Grabstein[28]
- Verschiedene nationale Grenzsteine.[28]

## Sport
- FC Mendrisio-Stabio
- Football Club Stabio[34]